# Ketoy
Ketoy (en ruso, Кетой, y en japonés, Ketoi) es una isla rusa en el archipiélago de las Kuriles. Tiene una superficie de 73 km². Pertenece al grupo de las Kuriles centrales.

## Geografía
La isla de Ketoy se encuentra entre las coordenadas geográficas siguientes:
- latitud: 47°18' y 47°22' N,
- longitud: 152°25' y 152°32' E,
- máxima altitud: 1172 m s. n. m.

Al noreste se encuentran las islas Ushishir, separadas por el estrecho de Rikord, y al suroeste la isla Simushir, por el estrecho de Diana. 
Administrativamente es controlada por el óblast de Sajalín.
- Datos: Q132051
- Multimedia: Ketoy / Q132051